# Teinobasis helvola
Teinobasis helvola là một loài chuồn chuồn kim trong họ Coenagrionidae.
Teinobasis helvola được Lieftinck miêu tả khoa học năm 1930.